# هیدراننسفالی
هیدراننسفالی (انگلیسی: Hydranencephaly) وضعیتی است که در آن بخش‌هایی از نیم‌کره‌های مغز وجود ندارد و جای خالی آنرا، مایع مغزی-نخاعی پُر کرده‌است.
اصطلاح همی‌هیدراننسفالی زمانی به‌کار می‌رود که یک نیمکرهٔ مغز را، مایع پُر کرده باشد.
این بیماری را نباید با هیدروسفالی اشتباه گرفت که در آن تجمع مایع اضافی در بطن‌های مغز وجود دارد و ممکن است موجب بزرگی اندازهٔ سر شود.

## تظاهر بالینی
معمولاً در این بیماران، تکامل مخچه و ساقهٔ مغز طبیعی است، اما مواردی هم هست که مخچه به‌کلی وجود ندارد. ممکن است در بدو تولد اندازه سر طبیعی بوده و رفلکس‌های اولیه نوزاد نیز نرمال باشد؛ اما با گذشت چند هفته، نوزاد دچار هیپرتونی و افزایش تُن عضلانی می‌شود. چند ماه بعد، تشنج و هیدروسفالی ممکن است رخ دهد؛ هرچند این علائم ممکن است از همان بدو تولد هم موجود باشد. سایر علائم شامل اختلالات بینایی، توقف رشد جسمی، ناشنوایی، نابینایی، فلج اسپاستیک چهار اندام و عقب‌ماندگی‌های ذهنی-هوشی است.
برخی نوزادان از همان بدو تولد دچار تشنج، میوکلونوس (پرش‌های سریع و ناگهانی غیرارادی ماهیچه)، ناتوانی در تنظیم حرارت بدن و مشکلات تنفسی هستند.
برخی نوزادان با آنکه بیماری‌شان در همان آغاز تولد تشخیص داده می‌شود، اما تا ماه‌ها بعد هیچگونه علامتی ندارند.

## دلایل بروز
با آنکه دلیل قطعی این ضایعه در بسیاری از مبتلایان نامشخص است، اما برخی از دلایل ایجاد آن عبارتند از:
- عفونت‌های داخل رحمی: توکسوپلاسموز، عفونت‌های ویروسی (انتروویروس، آدنوویروس، پاروویروس، سیتومگالوویروس، هرپس سیمپلکس، اپشتاین بار).
- مصرف کوکائین و مواد تفننی دیگر در دوران بارداری[۵]
- عوامل ژنتیکی
- ضربه به جنین در دوران بارداری
- آسیب‌های پس از تولد به سبب مننژیت، انفارکتوس مغزی، سکتهٔ مغزی یا ضربه‌های مغزی[۶]

## پیش‌آگهی و درمان
این عارضه، درمان خاصی ندارد و تمامی اقدامات درمانی معطوف به برطرف نمودن علائم آن و حمایت از بیمار است. هیدروسفالی را از طریق جراحی و کارگذاری شانت کنترل می‌کنند که سبب می‌شود بیماران طول عمر بیشتر و کیفیت زندگی بهتری پیدا کنند. نوزادانی که هیدروسفالی دارند، پیش‌آگهی ضعیفی داشته و اغلب قبل از یک‌سالگی می‌میرند، اما سایر مبتلایان ممکن است چند سالی زنده بمانند.

## اپیدمیولوژی
میزان بروز هیدراننسفالی در جهان، کمتر از ۱ در ۱۰٬۰۰۰ تولد است و در ایالات متحده آمریکا یک بیماری نادر محسوب می‌شود.